# او-اومی
او-اومی  (大臣 Ō-omi) به عنوان یکی از مقام‌های دوران پادشاهی یاماتو گفته می‌شود. این مقام در کنار مقام اوموراجی (فرمانده سپاه) مهمترین مقامِ وزارت در پادشاهی یاماتا به شمار می‌آمد. او-اومی شخصی بود که ادارهٔ امور مالی و روابط خارجی کشور را عهده‌دار بود. در طول قرن پنجم این مقام از بین اعضای چندین خاندان انتخاب می‌شد اما در قرن ششم میلادی برای چندین نسل کسب مقام او-اومی تقریباً به انحصار خاندان سوگا درآمد. بالاخره در هنگام اصلاحات تایکا این مقام از بین رفت.